# 2007년 세계 유도 선수권 대회 - 남자 73kg급
제25회 세계 유도 선수권 대회 남자 73kg급 경기는 2007년 9월 15일 브라질 리우데자네이루에서 열렸다. 리우 올림픽 아레나에서 경기가 진행된 이 체급에서는 대한민국의 왕기춘이 우승을 차지했다.
왕기춘은 결승전에서 아제르바이잔의 엘누르 맘마들리를 만나 경기 시작 1분 20초만에 배대뒤치기 유효를 따내 앞서갔으나 곧이어 업어치기 유효를 빼앗겼다. 기사회생한 왕기춘은 연장전에서 쉴 새 없는 공격을 퍼붓다 1분 55초 만에 맘마들리의 다리를 잡아 당겨 엉덩방아 찧게 해 효과로 물리치고 정상에 올랐다. 한편 대한민국 팀 감독으로 참가한 안병근은 1975년 대회 때 같은 체급 우승자였다. 22년의 세월을 뛰어넘어 스승과 제자가 같은 체급에서 우승한 것이다.

## 최종 순위
| 순위 | 선수               | 나라         |
| 1.   | 왕기춘             | 대한민국     |
| 2.   | 엘누르 맘마들리    | 아제르바이잔 |
| 3.   | 가나마루 유스케    | 일본         |
| 3.   | Rasul Bokiev       | 타지키스탄   |
| 5.   | Sezer Huysuz       | 튀르키예     |
| 5.   | David Kevkhishvili | 조지아       |
| 7.   | Konstantin Semenov | 벨라루스     |
| 7.   | 로베르트 게스      | 독일         |